# Ellinikos Telikos 2017
Ellinikos Telikos 2017 (griechisch Ελληνικός Τελικός 2017) war der griechische Vorentscheid für den Eurovision Song Contest 2017 in Kiew (Ukraine). Nachdem die Sängerin Demy bereits intern ausgewählt worden war, gewann das Lied This Is Love den Vorentscheid.

## Format

### Konzept
Am 13. Januar 2017 verkündete ERT, dass die Sängerin Demy Griechenland beim Eurovision Song Contest 2017 vertreten wird – ihr Lied soll über einen Vorentscheid ausgewählt werden.

### Finale
Das Finale fand am 6. März 2017 im Studio ERT in Athen statt. Die internationale neunköpfige Jury bestand aus Mitgliedern der griechischen Diaspora. Das Lied This Is Love gewann den Vorentscheid.
| Platz | Startnr. | Lied Musik (M) und Text (T)                                           | Sprache  | Übersetzung (inoffiziell) | Prozentpunkte | Prozentpunkte | Prozentpunkte |
| Platz | Startnr. | Lied Musik (M) und Text (T)                                           | Sprache  | Übersetzung (inoffiziell) | Jury          | Zuschauer     | Gesamt        |
| ----- | -------- | --------------------------------------------------------------------- | -------- | ------------------------- | ------------- | ------------- | ------------- |
| 01.   | 02       | This Is Love M/T: Dimitris Kontopoulos, Romy Papadea, John Ballard    | Englisch | Das ist Liebe             | 89%           | 70%           | 75,7 %        |
| 02.   | 03       | When the Morning Comes Around M/T: Dimitris Kontopoulos, John Ballard | Englisch | Wenn der Morgen kommt     | 11 %          | 18 %          | 15,9 %        |
| 03.   | 01       | Angels M/T: Dimitris Kontopoulos, Romy Papadea                        | Englisch | Engel                     | 0 %           | 12 %          | 8,4 %         |